# NGC 5617
NGC 5617 ist ein galaktischer Offener Sternhaufen im Sternbild Zentaur am Südsternhimmel. Er hat eine Winkelausdehnung von 10′ und eine scheinbare Helligkeit von 6,3 mag. 
Das Objekt wurde am 8. Mai 1826 von James Dunlop entdeckt.